# Du lịch Đức
|                                                 |          |  |             |             |
| Hà Lan                                          | Hà Lan   |  | 9,96 triệu  | 9,96 triệu  |
| Hoa Kỳ                                          | Hoa Kỳ   |  | 4,29 triệu  | 4,29 triệu  |
| Thụy Sĩ                                         | Thụy Sĩ  |  | 3,86 triệu  | 3,86 triệu  |
| Anh quốc                                        | Anh quốc |  | 3,70 triệu  | 3,70 triệu  |
| Italia                                          | Italia   |  | 3,10 triệu  | 3,10 triệu  |
| Áo                                              | Áo       |  | 2,57 triệu  | 2,57 triệu  |
| Bỉ                                              | Bỉ       |  | 2,54 triệu  | 2,54 triệu  |
| Pháp                                            | Pháp     |  | 2,51 triệu  | 2,51 triệu  |
| khác                                            | khác     |  | 22,29 triệu | 22,29 triệu |
| Số lượt đêm lưu trú năm 2009 tính theo quốc gia |          |  |             |             |

Theo Báo cáo tính cạnh tranh du lịch và lữ hành, Đức được đánh giá là một trong những điểm đến du lịch an toàn nhất trên toàn thế giới. Đức cũng là nước có lượng du khách tham quan đông thứ ba tại châu Âu, với tổng cộng 369 triệu lượt khách-nghỉ qua đêm trong năm 2008. Con số này bao gồm 56,5 triệu lượt nghỉ qua đêm của du khách nước ngoài, phần lớn các khách du lịch nước ngoài trong năm 2009 đến từ Hà Lan, Hoa Kỳ và Thụy Sĩ (xem bảng).
Các cơ quan chính thức quản lý ngành du lịch ở Đức là Cục Du lịch quốc gia Đức, có văn phòng đại diện du lịch quốc gia trên thế giới của tại 29 quốc gia. Khảo sát ý kiến do Cục này tiên hành cho kết quả điều tra ý kiến du khách về nhận thức và lý do đi du lịch Đức: văn hóa (75%), ngoài trời / nông thôn (59%), thành phố (59%), sự sạch sẽ (47%), anh ninh (41%), tính hiện đại (36%), khách sạn tốt (35%), ẩm thực tốt (34%), khả năng tiếp cận tốt (30%), chủ nghĩa thế giới / dịch vụ du lịch (27%), cơ hội mua sắm tốt (21%), cuộc sống về đêm sôi động (17%) và giá tốt / tỷ lệ tính năng (10%). [²]
Hơn ba mươi phần trăm người Đức đi nghỉ trong nước, điều này cho thấy rằng người Đức thích đi du lịch trong phạm vi đất nước của họ. Với hơn 133 triệu lượt du khách nước ngoài (2008) Đức được xếp hạng thứ 7 trong các quốc gia trên thế giới về điểm đến được nhiều du khách tham quan nhất.. Tổng số 27,2 tỷ Euro chi tiêu cho đi du lịch và du lịch, tương đương với 3,2% của GNP của Đức. [¹²³]

## Lịch sử
Trong lịch sử, các thành phố và các phong cảnh đã được người dân Đức tham quan giải trí và mục đích giáo dục. Từ cuối thế kỷ 18 trở đi, các thành phố như Dresden, München, Weimar và Berlin đã là các điểm dừng chính của Grand tour châu Âu. Các suối nước nóng ở phía bắc và biển Baltic, cũng như dọc theo thung lũng sông Rhine đặc biệt phát triển trong thế kỷ 19 và đầu thế kỷ 20 và kể từ cuối thế chiến II, du lịch đã mở rộng đáng kể do nhiều du khách ghé thăm Đức để trải nghiệm một cảm nhận của lịch sử châu Âu. 

### Thống kê
Bảng dưới đây cho thấy sự phân bố của số lượt đêm lưu trú của khách quốc tế trong từng chi tiêu tính theo mười sáu bang của Đức trong năm 2008. Với 76,91 triệu đêm lưu trú tại các khách sạn, nhà khách hoặc các phòng khám, Bayern là bang có lượng du khách tham quan nhiều nhất, với 14.300 đêm mỗi 1.000 cư dân, Mecklenburg-Vorpommern có mật độ du khách cao nhất.
| Bang                   | # số đêm năm 2008 | trong đó du khách nước ngoài | đêm/dân |
| ---------------------- | ----------------- | ---------------------------- | ------- |
| Baden-Württemberg      | 43,2 triệu        | 8,0 triệu                    | 4,1     |
| Bayern                 | 76,91 triệu       | 17,30 triệu                  | 6,1     |
| Berlin                 | 17,77 triệu       | 6,18 triệu                   | 5,2     |
| Brandenburg            | 9,41 triệu        | 0,86 triệu                   | 3,7     |
| Bremen                 | 1,65 triệu        | 0,34 triệu                   | 4,2     |
| Hamburg                | 7,6 triệu         | 1,2 triệu                    | 4,3     |
| Hesse                  | 27,30 triệu       | 6,9 triệu                    | 4,5     |
| Mecklenburg-Vorpommern | 23,83 triệu       | 1,07 triệu                   | 14,3    |
| Niedersachsen          | 36,92 triệu       | 3,73 triệu                   | 4,2     |
| North Rhine-Westphalia | 41,52 triệu       | 8,39 triệu                   | 2,3     |
| Rhineland-Palatinate   | 18,5 triệu        | 4,7 triệu                    | 4,6     |
| Saarland               | 2,26 triệu        | 0,32 triệu                   | 2,2     |
| Saxony                 | 15,70 triệu       | 1,63 triệu                   | 3,7     |
| Saxony-Anhalt          | 6,70 triệu        | 0,52 triệu                   | 2,8     |
| Schleswig-Holstein     | 21,07 triệu       | 2,40 triệu                   | 7,4     |
| Thuringia              | 8.68 triệu        | 0,60 triệu                   | 3,8     |

## Links
- Germany Travel